# Volte Sempre
Volte Sempre é uma série de televisão brasileira de comédia produzida pelo Multishow em parceria com os Estúdios Globo, sendo exibida desde 21 de julho de 2025. Criada e escrita por Leonardo Lanna, Martha Mendonça e Nelito Fernandes, a produção tem supervisão geral de Caito Mainier e direção de Joana Clark.
Conta com Fabiula Nascimento, Julia Rabello, Heslaine Vieira, Leandro Santana, João Pimenta, Cosme dos Santos e Lorena Comparato nos papéis principais.

## Enredo
Ambientada em um centro comercial de bairro que reúne de tudo um pouco — de estúdio de tatuagem a minimercado —, a série mistura humor e cotidiano em um programa de esquetes que acompanha personagens cujos caminhos se cruzam nesse espaço vibrante e cheio de vida. Entre encontros inusitados, conflitos cômicos e amizades improváveis, a trama revela os desafios e as alegrias da vida pessoal e profissional de quem circula pela galeria, refletindo o universo pulsante e popular das relações urbanas.

## Elenco
| Ator/Atriz         | Personagem        |
| ------------------ | ----------------- |
| Lorena Comparato   | Narcisa Aparecida |
| Otavio Muller      | Reginaldo         |
| Fabiula Nascimento | Martina           |
| Julia Rabello      | Shirlene          |
| Heslaine Vieira    | Janete            |
| João Pimenta       | Valdir Piloto     |
| Cosme dos Santos   | Vovô Jorge        |
| Welder Rodrigues   | Zuenir            |
| Thardelly Lima     | Pereira           |
| Gabriel Godoy      | Carlinhos Tattoo  |
| Paulo Mathias      | Valentim          |
| Dan Mendes         | Na Capa           |
| Leandro Santana    | Haroldo           |
| Big Jaum           | Enzo              |
| Castorine          | Vanessinha        |
| Lidiane Ribeiro    | Regina            |
| Ricardo Cubba      | Túlio             |
| Lummy Kim          | Alberta           |
| Pedro Benevides    | Lindomar          |

### Participação Especial
| Ator/Atriz       | Personagem   | Episódio    |
| ---------------- | ------------ | ----------- |
| Marcos Pasquim   | Ele mesmo    | Episódio 1  |
| Gabriel Louchard | Rodolfo      | Episódio 1  |
| Rafael Saraiva   | Thiago       | Episódio 1  |
| Fábio de Luca    | Ronaldo      | Episódio 1  |
| Daniela Fontan   | Matilde      | Episódio 1  |
| Macla Tenório    | Suzy         | Episódio 1  |
| Alan Rocha       | Daniel       | Episódio 2  |
| Saulo Arcoverde  | Beto         | Episódio 2  |
| Gil do Vigor     | Gil do Pavor | Episódio 3  |
| Bruna Aiiso      | Dani         | Episódio 4  |
| Bruno Padilha    | Tom          | Episódio 4  |
| Beatriz Reis     | Bia do Brás  | Episódio 11 |
| Rodrigo Candelot | Tião         | Episódio 12 |
| Narcisa          |              |             |
| Milton Cunha     |              |             |
| Marcelo Serrado  |              |             |